# Lista de governadores de Macau
Esta é uma lista dos Capitães-mores (1557-1623) e Governadores (1623-1999) de Macau:

## Lista de capitães-mores de Macau
As datas referem-se às nomeações.
1. 1557 - Francisco Martins
2. 1558 - D. Leonel de Sousa
3. 1559 - Rui Barreto
4. 1560 - Manuel de Mendonça
5. 1561 - D. Fernão de Sousa
6. 1562 - Pero Barreto Rolim
7. 1563 - Diogo Pereira
8. 1565 - João Pedro Pereira
9. 1566 - Simão de Mendonça (1.ª vez)
10. 1567 - Tristão Vaz da Veiga (1.ª vez)
11. 1568 - António de Sousa
12. 1569 - Manuel Travassos
13. 1571 - Tristão Vaz da Veiga (2.ª vez)
14. 1572 - João de Almeida (1.ª vez)
15. 1573 - António de Vilhena
16. 1574 - Simão de Mendonça (2.ª vez)
17. 1575 - Vasco Pereira
18. 1576 - Domingos Monteiro (1.ª vez)
19. 1579 - Leonel de Brito
20. 1580 - Miguel da Gama
21. 1581 - Inácio de Lima
22. 1582 - João de Almeida (2.ª vez)
23. 1583 - Aires Gonçalves de Miranda
24. 1585 - Francisco Pais
25. 1586 - Domingos Monteiro (2.ª vez)
26. 1587 - Jerónimo Pereira
27. 1589 - ...
28. 1590 - Henrique da Costa
29. 1591 - Roque de Melo Pereira
30. 1592 - Domingos Monteiro (3.ª vez)
31. 1593 - Gaspar Pinto da Rocha
32. 1594 - ...
33. 1595 - Manuel de Miranda
34. 1596 - Rui Mendes de Figueiredo
35. 1597 - ...
36. 1598 - Nuno de Mendonça
37. 1599 - Paulo de Portugal
38. 1603 - Gonçalo Rodrigues de Sousa
39. 1604 - João Caiado de Gamboa
40. 1605 - Diogo de Vasconcelos de Meneses
41. 1607 - André Pessoa
42. 1609 - ...
43. 1611 - Pedro Martim Gaio
44. 1612 - Miguel de Sousa Pimentel
45. 1614 - João Serrão da Cunha
46. 1615 - Martim da Cunha
47. 1616 - Francisco Lopes Carrasco
48. 1617 - Lopo Sarmento de Carvalho (1.ª vez)
49. 1618 - António de Oliveira de Morais
50. 1619 - Jerónimo de Macedo de Carvalho
51. 1621 - Lopo Sarmento de Carvalho (2.ª vez)

## Lista de governadores de Macau[1]
As datas referem-se às nomeações.
1. 7 de julho de 1623 - D. Francisco Mascarenhas
2. 19 de Julho de 1626 - D. Filipe Lobo e D. Jerónimo da Silveira
3. 1º de dezembro de 1631 - Manuel da Câmara de Noronha
4. agosto de 1636 - Domingos da Câmara de Noronha
5. agosto de 1638 - D. Sebastião Lobo da Silveira
6. agosto de 1645 - Luís de Carvalho e Sousa
7. 1646 - D. Diogo Coutinho Docem
8. agosto de 1647 - D. João Pereira
9. agosto de 1650 - D. João de Sousa Pereira
10. agosto de 1654 - Manuel Tavares Bocarro
11. 22 de julho de 1664 - Manuel Borges da Silva
12. 31 de agosto de 1667 - D. Álvaro da Silva
13. 20 de julho de 1670 - Manuel Borges da Silva
14. 20 de julho de 1672 - António Barbosa Lobo
15. 10 de dezembro de 1678 - António de Castro e Sande
16. 10 de dezembro de 1679 - Luís de Melo e Sampaio
17. 10 de dezembro de 1682 - Belchior do Amaral de Meneses
18. 5 de julho de 1685 - António de Mesquita Pimentel
19. 31 de julho de 1688 - André Coelho Vieira
20. 21 de julho de 1691 - D. Francisco da Costa
21. 23 de novembro de 1693 - António da Silva e Melo
22. 21 de julho de 1694 - Gil Vaz Lobo Freire
23. 17 de agosto de 1697 - Cosme Rodrigues de Carvalho e Sousa
24. 28 de setembro de 1697 - Leal Senado da Câmara
25. 9 de agosto de 1698 - Pedro Vaz de Siqueira
26. 5 de agosto de 1700 - Diogo de Melo Sampaio
27. 22 de julho de 1702 - Pedro Vaz de Sequeira
28. 15 de agosto de 1703 - José da Gama Machado
29. 5 de agosto de 1706 - Diogo do Pinho Teixeira
30. 28 de julho de 1710 - Francisco de Melo e Castro
31. 11 de junho de 1711 - António de Sequeira de Noronha
32. 18 de julho de 1714 - D. Francisco de Alarcão Sotto-Maior
33. 30 de maio de 1718 - António de Albuquerque Coelho
34. 9 de setembro de 1719 - António da Silva Telo e Meneses
35. 19 de agosto de 1722 - D. Cristóvão de Severim Manuel
36. 6 de setembro de 1724 - António Carneiro de Alcáçova
37. 11 de agosto de 1727 - António Moniz Barreto
38. 18 de agosto de 1732 - António de Amaral Meneses
39. 15 de janeiro de 1735 - D. João do Casal
40. 4 de agosto de 1735 - Cosme Damião Pinto Pereira
41. 25 de agosto de 1738 - D. Diogo Pereira
42. 25 de agosto de 1743 - António de Mendonça Corte-Real
43. 30 de agosto de 1747 - José Plácido de Matos Saraiva
44. 2 de agosto de 1749 - Diogo Fernandes Salema e Saldanha
45. 29 de julho de 1752 - D. Rodrigo de Castro
46. 14 de julho de 1755 - Francisco António Pereira Coutinho
47. 1 de julho de 1758 - D. Diogo Pereira de Castro
48. 4 de julho de 1761 - António de Mendonça Corte-Real
49. 14 de julho de 1764 - José Plácido de Matos Saraiva
50. 19 de agosto de 1767 - Diogo Fernandes Salema e Saldanha
51. 29 de julho de 1770 - D. Rodrigo de Castro
52. 26 de julho de 1771 - Diogo Fernandes Salema e Saldanha
53. 27 de janeiro de 1777 - D. Alexandre da Silva Pedrosa Guimarães
54. 1º de agosto de 1778 - José Vicente da Silveira Meneses
55. 5 de janeiro de 1780 - António José da Costa
56. 28 de agosto de 1781 - D. Francisco Xavier de Castro
57. 18 de agosto de 1783 - Bernardo Aleixo de Lemos e Faria
58. 21 de julho de 1788 - Francisco Xavier de Mendonça Corte-Real
59. 18 de julho de 1789 - Lázaro da Silva Ferreira e Manuel António Costa Ferreira
60. 29 de julho de 1790 - D. Vasco Luís Carneiro de Sousa e Faro
61. 27 de julho de 1793 - José Manuel Pinto
62. 8 de agosto de 1797 - D. Cristóvão Pereira de Castro
63. 8 de agosto de 1800 - José Manuel Pinto
64. 8 de agosto de 1803 - Caetano de Sousa Pereira
65. 8 de agosto de 1806 - Bernardo Aleixo de Lemos e Faria
66. 26 de dezembro de 1808 - Lucas José de Alvarenga
67. 19 de julho de 1810 - Bernardo Aleixo de Lemos e Faria
68. 19 de julho de 1814 - Lucas José de Alvarenga
69. 19 de julho de 1817 - José Osório de Castro de Albuquerque
70. 19 de agosto de 1822 - Major Paulino da Silva Barbosa
71. 23 de setembro de 1823 - Conselho de Governo
72. 28 de julho de 1825 - Joaquim Mourão Garcez Palha
73. 15 de novembro de 1827 - Conselho de Governo
74. 7 de julho de 1830 - João Cabral de Estefique
75. 3 de julho de 1833 - Bernardo José de Sousa Soares de Andrea
76. 22 de fevereiro de 1837 - Adrião Acácio da Silveira Pinto
77. 3 de outubro de 1843 - José Gregório Pegado
78. 21 de abril de 1846 - João Maria Ferreira do Amaral
79. 22 de agosto de 1849 - Conselho de Governo
80. 30 de maio de 1850 - Pedro Alexandrino da Cunha
81. 7 de julho de 1850 - Conselho de Governo
82. 3 de fevereiro de 1851 - Francisco António Gonçalves Cardoso
83. 19 de novembro de 1851 - Isidoro Francisco Guimarães
84. 22 de junho de 1863 - José Rodrigues Coelho do Amaral
85. 26 de outubro de 1866 - José Maria da Ponte e Horta
86. 3 de agosto de 1868 - António Sérgio de Sousa
87. 23 de março de 1872 - Januário Correia de Almeida
88. 7 de dezembro de 1874 - José Maria Lobo de Ávila
89. 31 de dezembro de 1876 - Carlos Eugénio Correia da Silva
90. 28 de novembro de 1879 - Joaquim José da Graça
91. 23 de abril de 1883 - Tomás de Sousa Rosa
92. 7 de agosto de 1886 - Firmino José da Costa
93. 5 de fevereiro de 1889 - Francisco Teixeira da Silva
94. 16 de outubro de 1890 - Custódio Miguel de Borja
95. 24 de março de 1894 - José Maria de Sousa Horta e Costa
96. 12 de maio de 1897 - Eduardo Augusto Rodrigues Galhardo
97. 12 de Agosto de 1900 - José Maria de Sousa Horta e Costa
98. 17 de dezembro de 1902 - Arnaldo de Novais Guedes Rebelo
99. 10 de dezembro de 1903 - Conselho de Governo
100. 5 de abril de 1904 - Martinho Pinto de Queirós Montenegro
101. 6 de abril de 1907 - Pedro de Azevedo Coutinho
102. 18 de agosto de 1908 - José Augusto Alves Roçadas
103. 22 de setembro de 1909 - Eduardo Augusto Marques
104. 17 de dezembro de 1910 - Álvaro de Melo Machado
105. 14 de julho de 1912 - Aníbal Augusto Sanches de Miranda
106. 10 de junho de 1914 - José Carlos da Maia
107. 5 de setembro de 1916 - Manuel Ferreira da Rocha e Agostinho Vieira de Matos
108. 12 de outubro de 1918 - Artur Tamagnini de Sousa Barbosa
109. 23 de agosto de 1919 - Henrique Monteiro Correia da Silva
110. 5 de janeiro de 1923 - Rodrigo José Rodrigues
111. 18 de outubro de 1925 - Manuel Firmino de Almeida Maia Magalhães
112. 8 de dezembro de 1926 - Artur Tamagnini de Sousa Barbosa
113. 30 de março de 1931 - Joaquim Anselmo da Mata Oliveira
114. 21 de junho de 1932 - António José Bernardes de Miranda
115. 11 de abril de 1937 - Artur Tamagnini de Sousa Barbosa
116. 29 de outubro de 1940 - Gabriel Maurício Teixeira
117. 1 de setembro de 1947 - Albano Rodrigues de Oliveira
118. 23 de novembro de 1951 - Joaquim Marques Esparteiro
119. 8 de março de 1957 - Pedro Correia de Barros
120. 18 de setembro de 1959 - Jaime Silvério Marques
121. 17 de abril de 1962 - António Adriano Faria Lopes dos Santos
122. 25 de novembro de 1966 - José Manuel de Sousa e Faro Nobre de Carvalho
123. 19 de novembro de 1974 - José Eduardo Martinho Garcia Leandro
124. 28 de novembro de 1979 - Nuno Viriato Tavares de Melo Egídio
125. 16 de junho de 1981 - Vasco Fernando Leote de Almeida e Costa
126. 15 de maio de 1986 - Joaquim Germano Pinto Machado Correia da Silva
127. 9 de julho de 1987 - Carlos Montez Melancia
128. 23 de abril de 1991 - Vasco Joaquim Rocha Vieira

O posto foi substituído pelo cargo de "Chefe do Executivo de Macau" a 20 de Dezembro de 1999, logo após a transferência de soberania (e da administração) de Macau para a República Popular da China.